# プジョー・106
プジョー・106（Peugeot 106 ）は、フランスの自動車会社であるプジョーが製作した一番ベーシックラインの自動車である。シトロエン・サクソとの姉妹車にあたる。

## 概要
104の後継車で、フランス本国では1991年に登場、ヨーロッパ市場では、3ドア、5ドア、エンジンも1,000cc、1,100cc、1,300cc、1,400cc、1,500ccディーゼル、更に1,400ccのインジェクション搭載車、XSiが当初用意された(後にXSiは1,600ccに移行した)。そして1996年のフロントマスクの変更等に伴って導入された1,600ccのDOHC16バルブを用意するという非常に充実したラインナップになっている。なお、その1,600ccDOHCのモデル、106S16のSはフランス語で弁・バルブを意味する「Soupape」（スパップ）のSをとったグレード名である。高められたボディ剛性もあいまってプジョーのラインナップの中でもスポーツ性の高いモデルとして人気を博した。
106 Maxiは兄弟車のサクソ同様、エントリーモデルのラリーカーとしてWRC（世界ラリー選手権）にも出場していたことがある。後にWRC9連覇という空前絶後の記録を成し遂げるセバスチャン・ローブの初期キャリアも、106 Maxiから始まった。
2003年販売終了、後継車は2005年より生産されている107である。

## バリエーション
この106は、ヨーロッパでは数限りないほどの特別仕様車が企画された。その中でも日本でも並行輸入された有名なモデルについて記述する。

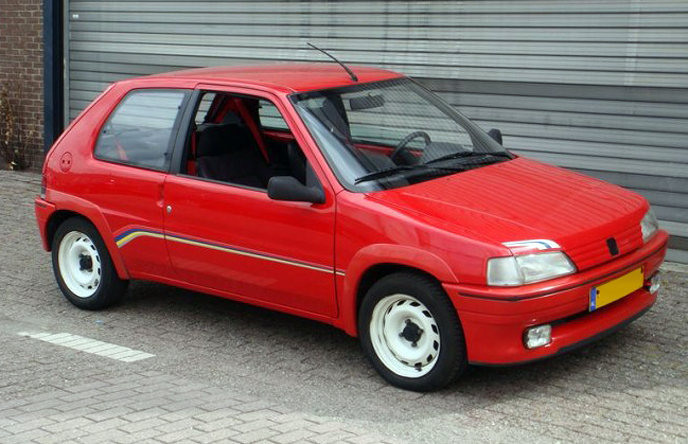
ラリー前期

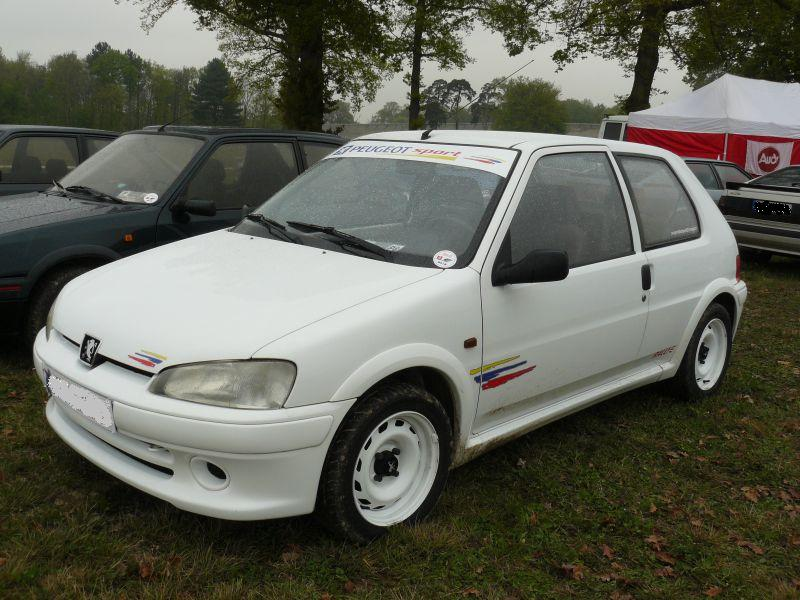
ラリー後期

- ラリー(Rallye)-基本的に競技参加用のモデルだったが、走行快適性もそれほど犠牲にされていなかった。しかし身上は、810kg迄軽量化されたボディを利した軽快な運動性能で、ホットハッチファン垂涎の1台となった。初期型は1,300ccだったが、マイナーチェンジに合わせて1,600ccとなり、さらにはS16と同形式のDOHCエンジンも搭載された。基本的にエアコン等の快適装備は装着されていないが、オプションで装着可能であり、特に後期型のラリー16Vは、並行輸入を行なっていた有名ショップが装着して輸入していたのもあり、エアコン装着車が多い。
- グリフ(Griffe)-『グリフ』とはライオン(プジョーのシンボル)が縄張りを示すために印した爪痕を意味し、プジョーの威厳を表した高級指向のモデル。イメージにふさわしい淡い色調の本革張りのインテリアや、ボディカラーも銀、栗色等シックなものを用意し、1,600ccエンジンを搭載していた。3ドア、5ドアともに存在したが、マイナーチェンジ前の限定仕様だったため、日本には数えるほどしか輸入されなかった。

## 日本での販売
日本では1995年にXSi（1,600cc）が限定車の形で販売され、1996年のマイナーチェンジ後はS16のみ正規輸入された。なお、イギリス向けなど右ハンドルの106自体は生産されていたものの、設計上日本向けには必須のカーエアコンを装備できなかったため、姉妹車のシトロエン・サクソ同様、やむなく左ハンドルのまま輸入された。
特別仕様車としては、1998年に「日本におけるフランス年」を記念したモデルの『セリー・スペシャル1998』（250台限定）、2002年の最終仕様『リミテッド』等が存在した。『セリー・スペシャル1998』には、インディゴブルー、ビアンカホワイト、チェリーレッドのフランス国旗をイメージしたボディカラーが用意された。このうちインディゴブルーは正規輸入車にも存在したが、ビアンカホワイトは他にRallyeとリミテッドにしか存在せず、チェリーレッドにいたっては正規輸入車はもちろん、他の特別仕様車にも存在しなかったカラーで、日本においては大変希少である。